# Водотыи
Водоты́и (укр. Водотиї) — село на Украине, основано в 1415 году, находится в Брусиловском районе Житомирской области.
Код КОАТУУ — 1820980301. Население по переписи 2001 года составляет 505 человек. Почтовый индекс — 12624. Телефонный код — 4162. Занимает площадь 38,768 км².

## Адрес местного совета
12624, Житомирская область, Брусиловский р-н, с.Водотыи, ул.Центральная, 18